# Andrea de Bollo
Andrea de Bollo (zm. 1784) – minister pełnomocny Rzeczypospolitej w Republice Genui od 1768, polski Chargé d’affaires w Republice Genui od 1766.

## Życiorys
Stanisław August Poniatowski liczył, że de Bollo w zamian za te nominacje załatwi w Genui pożyczkę do szkatuły królewskiej. Bollo istotnie uzyskał taką pożyczkę w wysokości 2.000.000 złotych i przyczynił się do założenia działającej w Warszawie (w latach 1768-1773) tzw. Loterii Geueńskiej.
W 1768 roku uzyskał polski indygenat.
De Bollo zbiegł z Warszawy w 1769, gdy 27 października sąd marszałkowski skazał go zaocznie na grzywnę i więzienie za próbę otrucia męża swojej kochanki, żony sekretarza królewskiego Jana Pattensena.
W latach 1771-1772 pośredniczył między konfederatami barskimi a elektorem Hesji-Kassel Fryderykiem II.
W 1774 był ministrem pełnomocnym elektora Trewiru w Holandii.